# Jezioro Cycowe
Jezioro Cycowe – jezioro eutroficzne na Pojezierzu Łęczyńsko-Włodawskim w gminie Sosnowica.
Jezioro Cycowe jest położone pomiędzy Zienkami a Komarówką. Długość jego brzegu wynosi 1235 metrów, a objętość tego jeziora wynosi 287 tys. m³. Jezioro to ma muliste dno i brzegi, do których dostęp jest utrudniony. Jest jednym z trzech (po Gumienku i Zienkowskim) naturalnych jezior na terenie gminy Sosnowica. Jezioro ma typ rybacki linowo-szczupakowy.

## Opis słownika geograficznego
Cycowe, jezioro we wsi Zienki, w powiecie włodawskim, w zlewie Wieprza wraz z przyległem mu jeziorem Dolne rozległe 90 mórg. (opis podaje Bronisław Chlebowski SgKP tom I strona 720)